# Lastras de Cuéllar
Lastras de Cuéllar è un comune spagnolo di 530 abitanti situato nella comunità autonoma di Castiglia e León.